# Neolithische Architektur

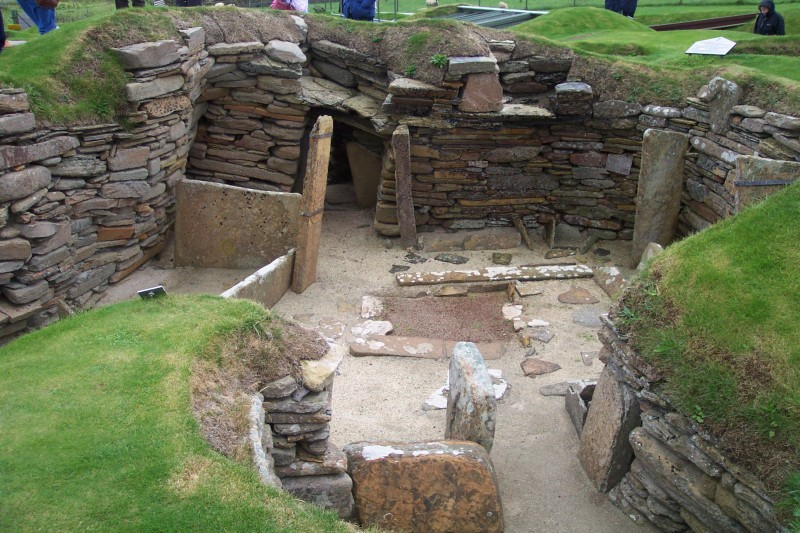
Jungsteinzeitliche Siedlung Skara Brae auf Orkney/Schottland

Die Architektur des Neolithikums, also der Jungsteinzeit, beginnt mit der neolithischen Revolution, die eine Umstellung bei der Nahrungsbeschaffung (Viehhaltung und Ackerbau) und -bevorratung bedeutet.
Bereits im Natufien vor dem Neolithikum gab es zumindest semisesshafte Jäger und Sammler sowie Fischer. Auch die Träger der Jägerkulturen konnten, wie die Häuser aus Mammutknochen von Molodowe (Ukraine) und Mal’ta (Russland) belegen, halbwegs feste Bauwerke errichten. Langhäuser aus Zedernholz sind von der Nordwestküste Nordamerikas belegt (Haida und Tlingit).
Bereits vor 13.000 v. Chr. waren in der Levante, die als Ausgangspunkt für die Verbreitung des Ackerbaus sowohl nach Osten als auch Westen gilt, erste Ackerbauern ansässig. In Syrien, dem Libanon, in Jordanien, Israel und Palästina, im Irak und im südöstlichen Kleinasien entstand die frühneolithische Kultur. Die neue Wirtschaftsweise erreicht um 8.300 v. Chr. das zuvor menschenleere Zypern, ist um 7000 v. Chr. auf Kreta angekommen und erreicht etwa 5500 v. Chr. Mitteleuropa. Die zeitgleich startende, sich weitgehend ohne feste Bauten verbreitende Kultur der Viehzüchter (Nomaden), hinterließ dagegen kaum bauliche Spuren.

## Hausform
Grundsätzlich ist zwischen Rund- und Rechteckbauten zu unterscheiden. Während sich letztere durch Anbauten zu mehrgliedrigen Konstruktionen erweitern lassen, ist dies bei ersteren schwierig.
Rundhäuser finden sich vor allem im Präkeramischen Neolithikum Stufe A der Levante und Zyperns, aber auch im Neolithikum der West-Türkei, außerdem im Mittelneolithikum Großbritanniens in Verbindung mit der Grooved Ware (Skara Brae, Gwithian, Durrington Walls), wo sie sich jeweils unabhängig entwickelten.
In Mesopotamien und dem angrenzenden Mittelmeerraum, sowie im Hochland von Kleinasien entwickeln sich folgende Urformen des Wohnhauses:

### Srefe
Srefen sind Schilfhütten, die im arabischen Raum noch bis ins 20. Jahrhundert in ihrer ursprünglichen Bauweise errichtet wurden. Sie bestehen aus geschnürten Schilfbündeln die gegenüberliegend in regelmäßigen Abständen im Boden eingegraben wurden. An ihren oberen Enden wurden sie zu Rippen zusammen gebogen und verschnürt. Darüber ist ein Längsverband aus Schilf oder Holzstangen befestigt, so dass ein Tonnengerüst entstand. Abgedeckt war das Gerüst mit Lehm oder Schilfmatten. Diese Art der Konstruktion nennt man Dachhaus und beinhaltet schon konstruktive Elemente des Bogens und der Rippe. Zusammen mit dem Dachverband und der Dachhaut entstand die Urform des Tonnengewölbes.

### Rundhaus
Rundhäuser gelten als die älteste Form des Hauses und sie werden heute noch gebaut. Ihre Verbreitung ist im Neolithikum vom Alpenrand bis in die Mongolei nachgewiesen. Diese Form des Hauses entstand vermutlich durch den Kreis um das Herdfeuer oder aus der Form des Nomadenzeltes, welches aus drei bis vier Stangen in einem Steinring errichtet wurde. In Mesopotamien wird die Leichtbauweise schon früh durch die Lehm- oder Steinbauweise ersetzt. Die ältesten bisher bekannten Häuser dieser Art wurden in Jericho (6000 v. Chr. – Ziegelbauweise), Tappa Gaura (5000 v. Chr. – Stampflehmbauweise), Pont-sur-Seine (4.500 v. Chr. Holzbauten von 80 m²) Arpadschije und Tell Halaf (4000 v. Chr. – Feldsteinbauweise), sowie auf Zypern (3500 v. Chr. – Feldsteinbauweise) entdeckt. Zu dem Typus der Rundhäuser gehört auch die Bienenkorbhäuser, deren Dach kegelförmig überhöht ist. Auf Zypern wurde ein Typus entdeckt der im Gegensatz zu mesopotamischen Formen in 2,30 m Höhe ein Zwischengeschoss enthielt, das die halbe Kreisfläche überdeckte. Teilweise wurde das Rundhaus auch mit rechteckigen Vorbauten kombiniert. Das Rundhaus in Tappa Gaura hat einen Durchmesser von ca. fünf Metern und ist aus Lehm gefertigt. Knotenartige Verstärkungen in den Lehmwänden und ein Strebepfeiler in Halbrundform verstärken die Konstruktion. Das Rundhaus in Arpadschije hat schon einen Durchmesser von zehn Metern und besitzt ein Dach aus einer einschaligen Kuppel. Diese Form des Kraggewölbes wird in der Ägäis später zu monumentaler Größe gesteigert.

### Rechteckhaus
Rechteckhäuser bieten gegenüber Rundhäusern viele Vorteile, so lassen sie sich materialgerechter konstruieren (beispielsweise für Holz und Ziegel), besser einteilen, erweitern und kombinieren. Die frühesten bisher bekannten Häuser dieser Art finden sich in Jericho und Çatalhöyük (6000 v. Chr.), Qalaat Dscharmo (5000 v. Chr.) und Tell Hassuna (4750 v. Chr.). In Jericho gibt es einen besonderen Typ der Polierbodenhäuser, bei denen die senkrechten Wände aus Ziegelmauerwerk und der Boden aus gefärbtem Estrich bestehen. Der Zugang der Rechteckhäuser erfolgte wahrscheinlich über Flachdächer.
Durch die Ausbreitung der Landwirtschaft wird der Typ eines Bauernhauses entwickelt. In Tell Hassuna wurde ein Gehöft mit einem rechtwinkligen System entdeckt. Es besteht aus einem Langhaus mit dem Zugang auf der Längsseite, der sogenannten Quererschließung. Diese steht im Gegensatz zum späteren Megaronbau. An das Langhaus gliedert sich ein Seitenflügel in dem wahrscheinlich ein Stall oder ein Gerätelager war. Das Haupthaus besteht aus einem Hauptraum an dessen Giebelseiten sich jeweils zwei kleinere Räume anschlossen. Die Wände bestanden aus senkrechtem Ziegelmauerwerk, das an den Giebelseiten durch Strebepfeiler verstärkt wurde. Das Dach war vermutlich ein rohrgedecktes Satteldach. Vor dem Haus waren ummauerte Höfe, die ebenfalls durch Pfeiler verstärkt waren. Mauerringe im Erdboden dienten als Silos oder Zisternen.

## Baumaterial
Das Baumaterial ist von den vorhandenen Rohstoffen und den Bearbeitungsmöglichkeiten abhängig.

### Lehm
Die neolithischen Bewohner der Levante, von Kleinasien, Syrien, dem nördlichen Mesopotamien und Zentralasien entwickelten die Bauweise mit Lehmziegeln. Im Präkeramischen Neolithikum wurden Bauten mit Kalk-Böden errichtet (unter anderem in Çayönü). Wandbemalungen stammen aus Çatalhöyük und ʿAin Ghazal in Jordanien. Auch Stampflehm (pisé) wurde zum Hausbau verwendet. In regenarmen Gegenden entstehen aus den Überresten von Lehmhäusern Siedlungshügel, so genannte Tells. Sie finden sich von der Levante bis Ungarn.

### Holz
In Europa wurden die Häuser oft aus Holzpfosten mit Flechtwerk gebaut, das mit einem groben Lehmputz versehen war. Normalerweise werden davon nur die Pfostengruben überliefert.

### Stein
Aus Schottland (Rinyo, Skara Brae, Knap of Howar), der Bretagne, Spanien und Portugal (Zambujal, Villanova de Sao Pedro) sind Bauten aus Trockenmauerwerk bekannt.

### Farbe
Der deutsch-französische Architekt Jakob Ignaz Hittorff (1792–1867) erregte 1830 mit einer Denkschrift Aufsehen. Hittorff wandte sich gegen das Antikenbild maßgebender klassischer Archäologen, die der Ansicht waren, die klassische griechische Architektur und Plastik sei strahlend weiß gewesen. Über die Urgeschichte machte er sich keine Gedanken. Nachbauten bronze- und eisenzeitlicher Häuser erscheinen noch immer in eintönigen Naturfarben, allenfalls weiß getüncht.
1955 fand man in Rottelsdorf (Sachsen-Anhalt) Siedlungsgruben der spätbronzezeitlichen Helmsdorfer Gruppe. Eine Grube enthielt neben anderem eine große Menge eines Wandverputzes aus Lehm. Auf einem weißen Ton- oder Kaolinschlamm sind mit rotem Bolus (einer weit verbreiteten, tonigen, eisenoxidhaltigen Erdfarbe) parallele Streifen gemalt. Bei einem Stück biegt der Streifen rechtwinklig um, bei einem anderen sind zwei Punkte zu erkennen. Eine Bruchkante zeigt, dass der dekorative Anstrich immer wieder erneuert worden ist. Bis zu 13 Lagen liegen übereinander. Bei den Farben handelt es sich um Tonerden; vermutlich enthielten sie kein weiteres Bindemittel, wohl nicht einmal Kalk. Die Farben sind deshalb immer wieder abgewittert, so dass man – vielleicht jedes Frühjahr – eine Neubemalung vornahm. Beim Frühjahrsputz die Häuser – allerdings mit farbigen Kalkanstrichen neu zu tünchen – war bei den Mansfelder Bergleuten noch bis in die Mitte des 20. Jahrhunderts üblich.

## Lage

### Seeufersiedlungen
Feuchtbodensiedlungen (früher Pfahlbauten genannt) gibt es seit dem Neolithikum. Sie bestehen aus Bauten, die in Sumpfgebieten, an den Ufern von Gewässern oder auf Inseln errichtet wurden. Sie standen nur selten direkt im Wasser (Reutte, Hornstaad).
Neolithischen Feuchtbodensiedlungen sind im gesamten zirkumalpinen Raum und als Terramaren in Oberitalien vertreten, zum Beispiel am Mondsee (Gemeinde Mondsee), Attersee und Zürichsee (Gemeinde Horgen).
Überreste von Ufersiedlungen sind auch in Feuchtgebieten Norddeutschlands (Hüde am Dümmer), Schwedens (Alvastra, Grübchenkeramische Kultur) und Schottlands (Eilean Dhomhnuill, Hebriden) ausgegraben worden.

## Beispiele neolithischer Gebäude

### Südasien
- Mehrgarh Pakistan, 7000 v. Chr.

### Vorderasien
- Çayönü in der Türkei, 7500 v. Chr.
- Çatalhöyük in der Türkei, agglutinierende Rechteckhäuser
- Nevalı Çori in der Türkei, ca. 8000 v. Chr.
- Hoca Çeşme in Thrakien (Türkei)
- Tenta auf Zypern
- Chirokitia auf Zypern

### Mitteleuropa
- Langweiler 8, Bandkeramik
- Bylany, Bandkeramik
- Twann
- Jungsteinzeitliches Dorf bei Ehrenstein
- Schussenrieder Gruppe

### Westeuropa
- Knap of Howar, Unstan Ware
- Skara Brae auf den Orkney, ca. 3500 v. Chr.

## Megalithanlagen
Die Mehrzahl der Megalithanlagen stammen aus dem Neolithikum. Die bekannteste ist das mehrphasige, im Endneolithikum zu der jetzigen Form ausgebaute Stonehenge in England. Zu diesen Anlagen zählen Megalithgräber, so genannte Tempel als auch Anordnungen ungeklärter Funktion. Die ältesten, etwa 9000 Jahre alten, megalithischen Bauwerke der Welt sind die so genannten „T-Pfeiler“-Anlagen vom Göbekli Tepe (Türkei).